# Björkborns bruk
Björkborns bruk var ett järnbruk i Björkborn. Det var ett av tre bruk som grundades i Karlskoga under 1600-talet och avvecklades 1901. Bruket räknas, jämte Bofors bruk, som det viktigaste i Karlskogas industrihistoria.
Det anlades av Mårten Drotz. En Lillieström förvärvade bruket efter Drotz, och bland senare ägare märks Jacob Robsahm, som 1703 köpte både Bofors och Björkborns bruk.
Björkborns herrgård var tänkt som bostad åt brukets ägare.